# Gaio Giulio Cesare (padre di Cesare)
Gaio Giulio Cesare (in latino Gaius Iulius Caesar; IPA: [ˈɡajjʊs ˈjuːlɪʊs ˈkaesar];; Roma, 140 a.C. circa – Pisa, 85 a.C.) è stato un senatore romano, sostenitore e cognato di Gaio Mario, noto per essere stato il padre di Giulio Cesare.

## Biografia
Sposò Aurelia Cotta, appartenente alla Gens degli Aurelii e dei Rutilii, da cui ebbe due figlie, entrambe chiamate Giulia, ed un figlio, Giulio Cesare, nato nel 100 a.C. . Era anche fratello di Sesto Giulio Cesare, console nel 91 a.C., e di Giulia maggiore, moglie di Gaio Mario nonché di Giulia minore prima moglie di Lucio Cornelio Silla.
Ricoprì le carriere di tribuno militare, questore, pretore e propretore d'Asia. Broughton colloca la datazione della sua pretura nel 91 a.C. e della sua questura nei primi anni del decennio. Sumner, pone la sua propretura subito dopo. Al contrario Brennan data la sua propretura all'inizio del decennio.
Morì improvvisamente nell'85 a.C., a Pisa, una mattina dopo aver indossato le scarpe. Lasciò l'eredità a Cesare, ma Silla la confiscò in seguito alla sconfitta dei Populares di Mario.